# Dorst
Dorst este o comună din landul Saxonia-Anhalt, Germania. Are o suprafață de 5,16 km².
1. 1 2  GeoNames